# Gara Anita
Gara Anita (Budapest, 1983. március 4. –) magyar sakkozó, nemzetközi mester (IM), női nemzetközi nagymester (WGM), hatszoros korosztályos ifjúsági magyar bajnok, ifjúsági világbajnoki ezüstérmes, hatszoros felnőtt női magyar bajnok, hétszeres sakkolimpikon.
Testvére Gara Tícia szintén női nemzetközi sakknagymester.

## Pályafutása
A Barcza-BEAC SC-ben kezdett sakkozni, nevelőedzője Jakobetz László FIDE-mester volt. Hatszor nyert magyar korosztályos ifjúsági sakkbajnokságot. Az ifjúsági sakkvilágbajnokságon 1995-ben az U12 korosztályban ezüstérmet szerzett, ugyanebben az évben az ifjúsági sakk-Európa-bajnokságon a 4. helyen végzett. A korosztályos világbajnokságon 1997-ben 6., 1998-ban 7. helyezést ért el.
1996-ban, 13 évesen második a felnőtt magyar női sakkbajnokságon. 1997-ben, 2005-ben és 2006-ban a negyedik, 1999-ben és 2004-ben a harmadik helyen végzett; 2000-ben, 2001-ben, 2009-ben, 2013-ban, 2016-ban és 2017-ben az aranyérmet szerezte meg.
1997-ben a világ 20 legjobb női ifjúsági sakkozója közé került.
1997-ben, 14 évesen lett női nemzetközi mester, 2001-ben szerezte meg a női nemzetközi nagymesteri címet. Eredményei alapján 2009-ben a férfiakkal közös mezőnyben is nemzetközi mesteri (IM) címet ért el. A normát 2003-ban az FS04 IM versenyen Budapesten, 2004-ben a sakkolimpián, és 2008 novemberben Harkányban a Tenkes Kupa Openen teljesítette.
A 2017-es női Sakk-Európa-bajnokságon elért eredménye alapján kvalifikálta magát a 2018-as kieséses rendszerű sakkvilágbajnokságra, ahol az 1. körben rájátszás után szenvedett vereséget a kínai olimpiai bajnok Lej Ting-csiétől.
A 2018. novemberben érvényes Élő-pontszáma 2373. Legmagasabb pontértéke a 2005. januárban elért 2405 volt. Ezzel a pontszámával akkor a női világranglista 51. helyén állt.
A magyar ranglistán az aktív női versenyzők között a 2. helyen áll.

## Csapateredményei
2000-ben és 2001-ben tagja volt az U18 korosztályos sakkcsapat Európa-bajnokságon mindkétszer ezüstérmet szerzett magyar csapatnak.
Hét alkalommal szerepelt a magyar női válogatott tagjaként a sakkolimpián, 2000-ben, 2002-ben, 2004-ben, 2006-ban, 2012-ben, 2014-ben és 2016-ban. A 2016-os sakkolimpián egyéni teljesítménye alapján az ötödik játékosok között bronzérmet szerzett.
Hét alkalommal, 1997, 2003, 2005, 2007, 2009, 2011 és 2013-ban szerepelt a sakkcsapat Európa-bajnokságon a magyar válogatottban. 2003-ban a csapat ezüstérmet szerzett, 2005-ben egyéni eredménye a mezőnyben a 3. legjobb volt.

## Kiemelkedő versenyeredményei
- 2. helyezés: First Saturday FS04 IM verseny Budapest (1998)
- 1. helyezés: Deutsche Frauen Mannschaf (2002)[19]
- 1. helyezés: First Saturday FS04 IM-B verseny Budapest (2003)
- 3. helyezés: First Saturday FS03 IM-A verseny Budapest (2003) )[20]
- 1. helyezés: IV. Gold Cup női nemzetközi nagymesterverseny, Szombathely (2004)[21]
- 2. helyezés: First Saturday FS02 IM-A (2008)[22]
- 6. helyezés (legjobb női helyezés): Gabcikovo Open (2013)[23]

## Díjai, elismerései
- Az év magyar sakkozója (2017)[24]